# Áreas protegidas da Índia

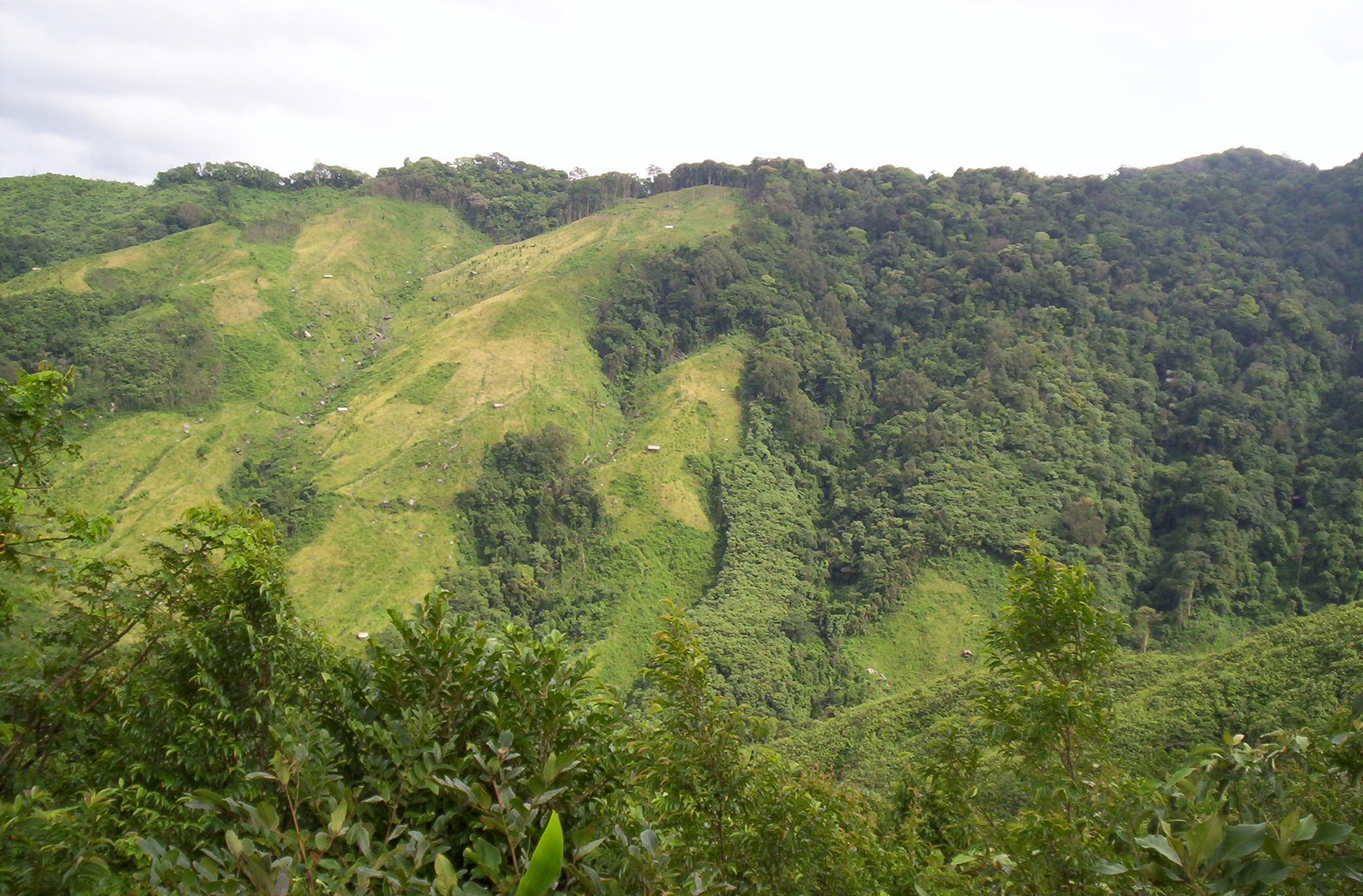
Reserva da biosfera Nokrek, em Meghalaya, em 2004. Áreas protegidas que combinam agricultura durável e proteção da biodiversidade.

As áreas protegidas da India são áreas protegidas, criadas pelo país com o objetivo de proteger seu patrimônio ambiental: principalmente sua biodiversidade, suas paisagens importantes e seu patrimônio cultural. 
A India é um dos 17 países megadiversos, mas por outro lado possui cerca de 2,4% da área terrestre mundial mas abriga 17% da população humana e 18% do rebanho bovino mundiais, o que exerce enorme pressão sobre seus recursos naturais.
Segundo dados de 2015, as áreas protegidas do país cobrem cerca de 161.221 km2, ou cerca de 4.90% de sua superfície terrestre.

## Classificação
Se considerado o conceito de área protegida da UICN (ver artigo áreas protegidas), a India conta com as seguintes ferramentas:

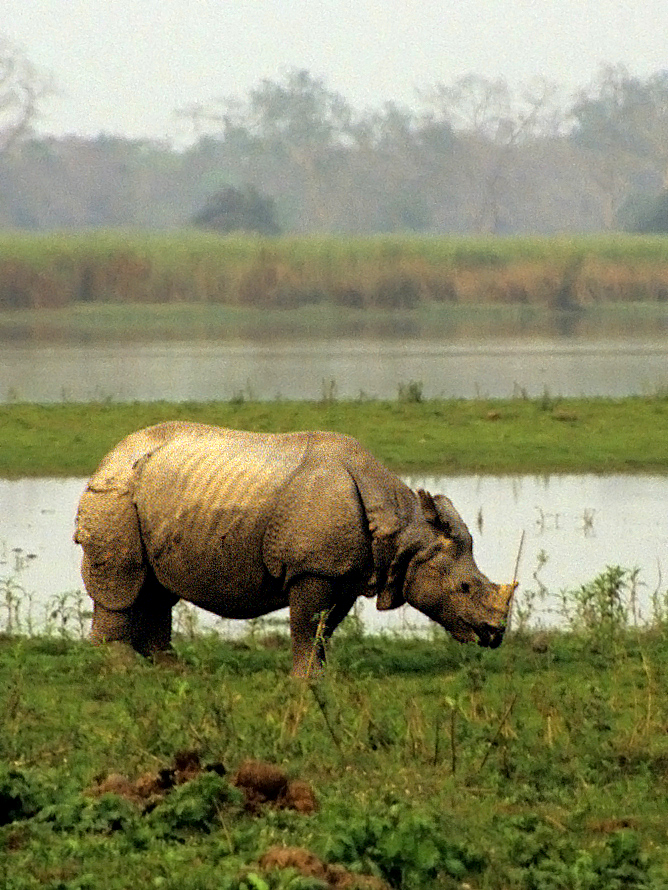
Rinoceronte indiano, espécie-símbolo do Parque Nacional de Kaziranga,

### Parques nacionais (National parks)
Os parques nacionais indianos normalmente correspondem à categoria II do sistema da UICN. O primeiro parque do país a ser criado data de 1935. Em 1970, a India contava com cinco parques nacionais, ao passo que em 2015 esse numero chegou à casa dos 103 parques nacionais. Juntos, esses territórios correspondem a cerca de 1,2% da superfície terrestre indiana. Um exemplo desse tipo de área protegida é o Parque Nacional do Grande Himalaia, criado em 2013.

### Santuários animais (Animal sanctuaries)

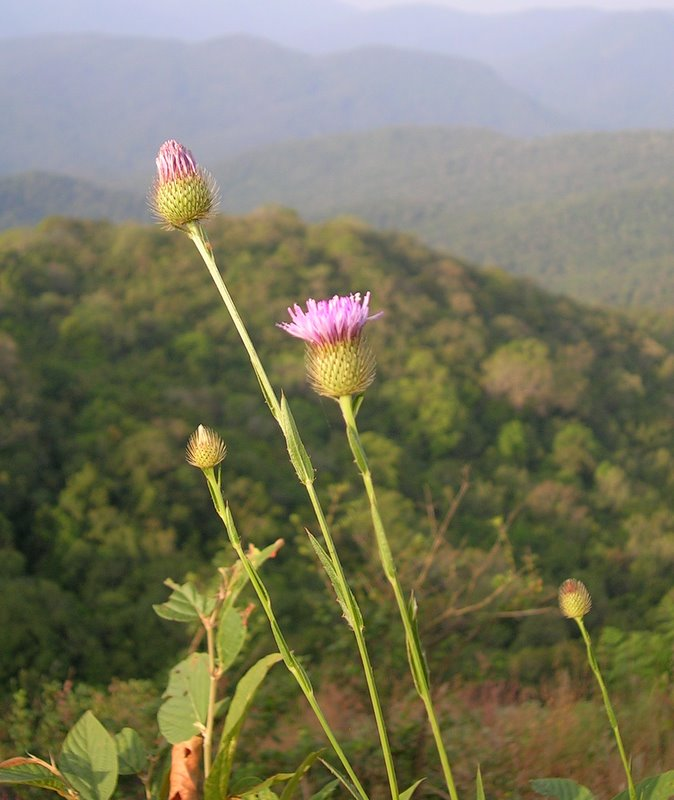
Tricholepis amplexicaulis no Satuários da Vida Animal Dandeli

Os santuários animais indianos normalmente correspondem à categoria IV do sistema da UICN. O país possui mais de 500 reservas desse tipo, que frequentemente recebem o nome de Satuários da Vida Animal (em inglês, Wildlife Sactuaries). Dentre eles, cerca de 48 Reservas de Tigres são geridas por um projeto especial (Project Tiger). Além disso, essa espécie é proeminente em ao menos um parque nacional, o  Parque Nacional Rajaji, em Uttarakhand

### Reservas da biosfera (Biosphere reserves)
As reservas da biosfera são criadas na India a partir do programa Homem e Biosfera da UNESCO, e essas áreas de maneira geral correspondem à categoria V da UICN. Frequentemente o governo indiano utiliza esse tipo de área para cobrir uma ou mais áreas protegidas mais estritas, como forma de melhorar sua comunicação e reduzir o impacto exterior que incide sobre elas.

### Florestas protegidas e reservadas (Reserved and protected forests)
As áreas protegidas do tipo florestas protegidas e florestas reservadas normalmente são classificadas categoria V ou VI no sistema da UICN, dependendo das condições locais. Trata-se de áreas protegidas onde extração de madeira, caça, pesca e agricultura podem ser permitidos a membros de certas comunidades, desde que em volume sustentável. Nas florestas protegidas, especificamente, essas atividades são permitidas a não ser que sejam explicitamente proibidas. Por esse motivo, em geral as florestas reservadas são objeto de uma proteção mais forte.

### Reservas de conservação e de comunidades (Conservation and community reserves)
Reservas de conservação e reservas de comunidades (Categorias UICN V e VI respectivamente) são areas adjuntas a outras áreas protegidas, e que servem como áreas de amortecimento ou corredores ecológicos. Reservas de conservação são áreas públicas nas quais determinadas comunidades podem garantir sua subsistência, ao passo que reservas de comunidades incluem áreas públicas e privadas. Reservas de comunidades são o único tipo de área protegida reconhecida pela legislação indiana a incluir áreas privadas.

### Florestas de vilarejos e comunidades (Village and panchayat Forests)
As florestas de vilarejos e florestas de comunidades (o termo indiano é "panchayat", que refere-se a uma forma de governo comentário) normalmente correspondem à categoria VI no sistema da UICN. São áreas cobertas por floresta e administradas de maneira sustentável por um vilarejo ou um panchayat, e nas quais a fauna, a flora e os habitats recebem proteção especial.

### Áreas protegidas privadas (Private protected areas)
Áreas protegidas privadas são propriedades de pessoas físicas ou jurídicas privadas, incluindo o terceiro setor e excluídas aquelas ligadas a uma esfera de governo. Embora a legislação indiana não preveja diretamente reconhecimento legal para essas áreas, outros instrumentos jurídicos, como a criação de fundações, têm servido à finalidade de proteger essas áreas.

### Conservation areas
Áreas de conservação são grandes e bem planejadas entidades geográficas nas quais a conservação da paisagem é realizada, e normalmente contém diferentes tipos de áreas protegidas, incluindo privadas